# Река

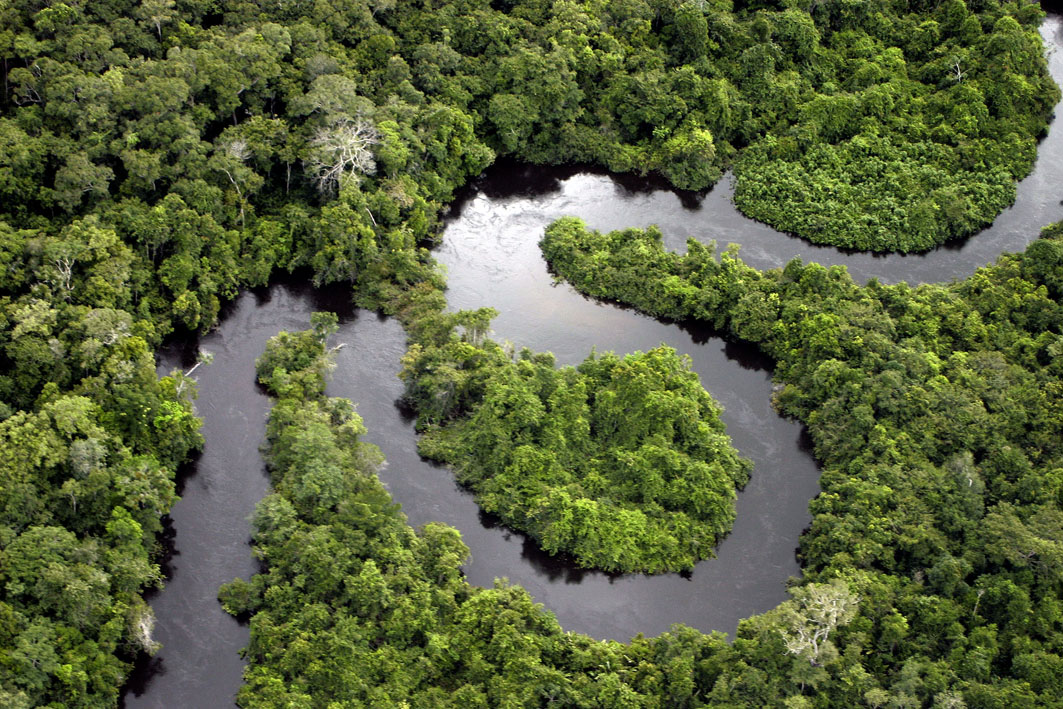
Одна из рек бассейна Амазонки

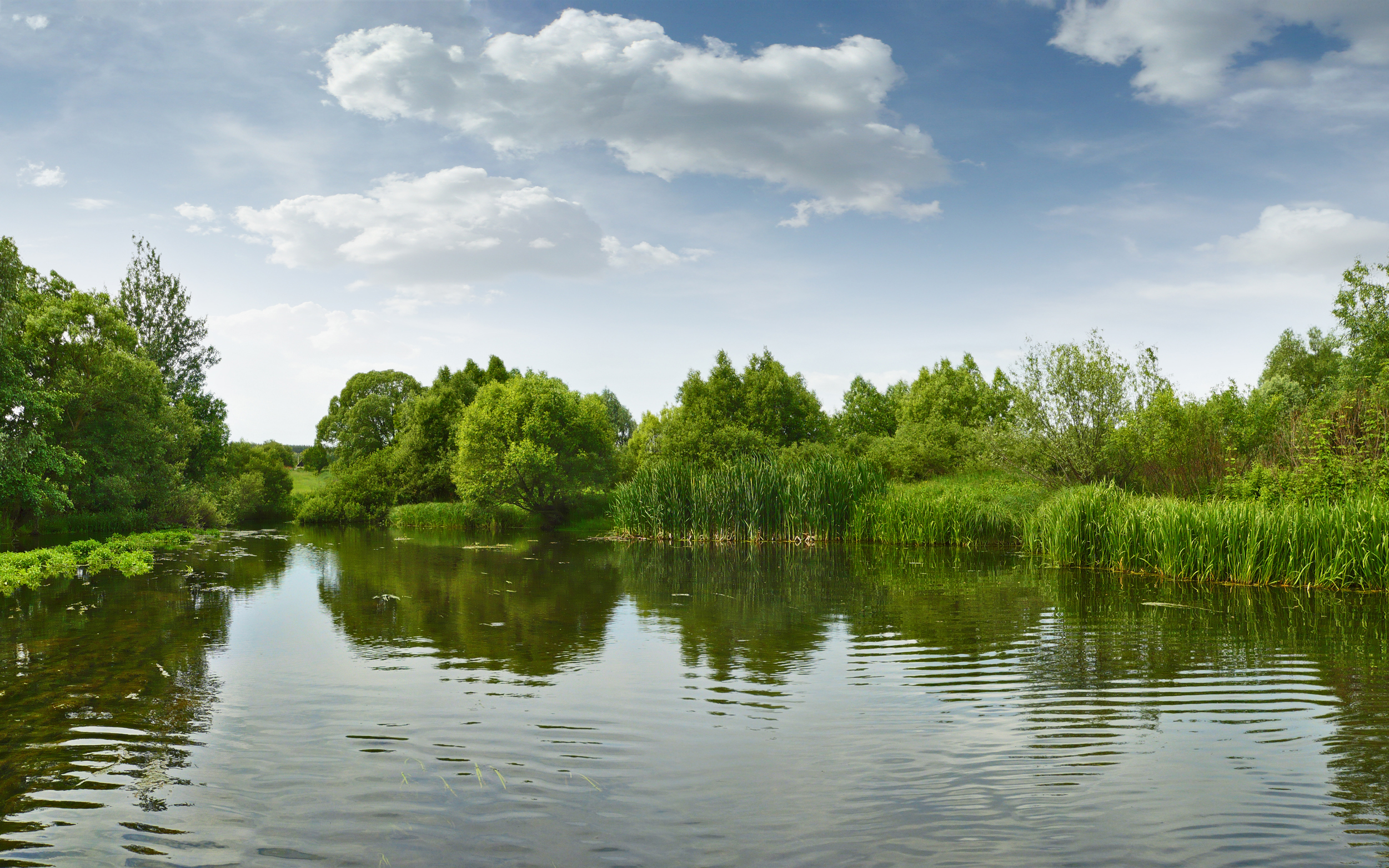
Река Корень в Белгородской области

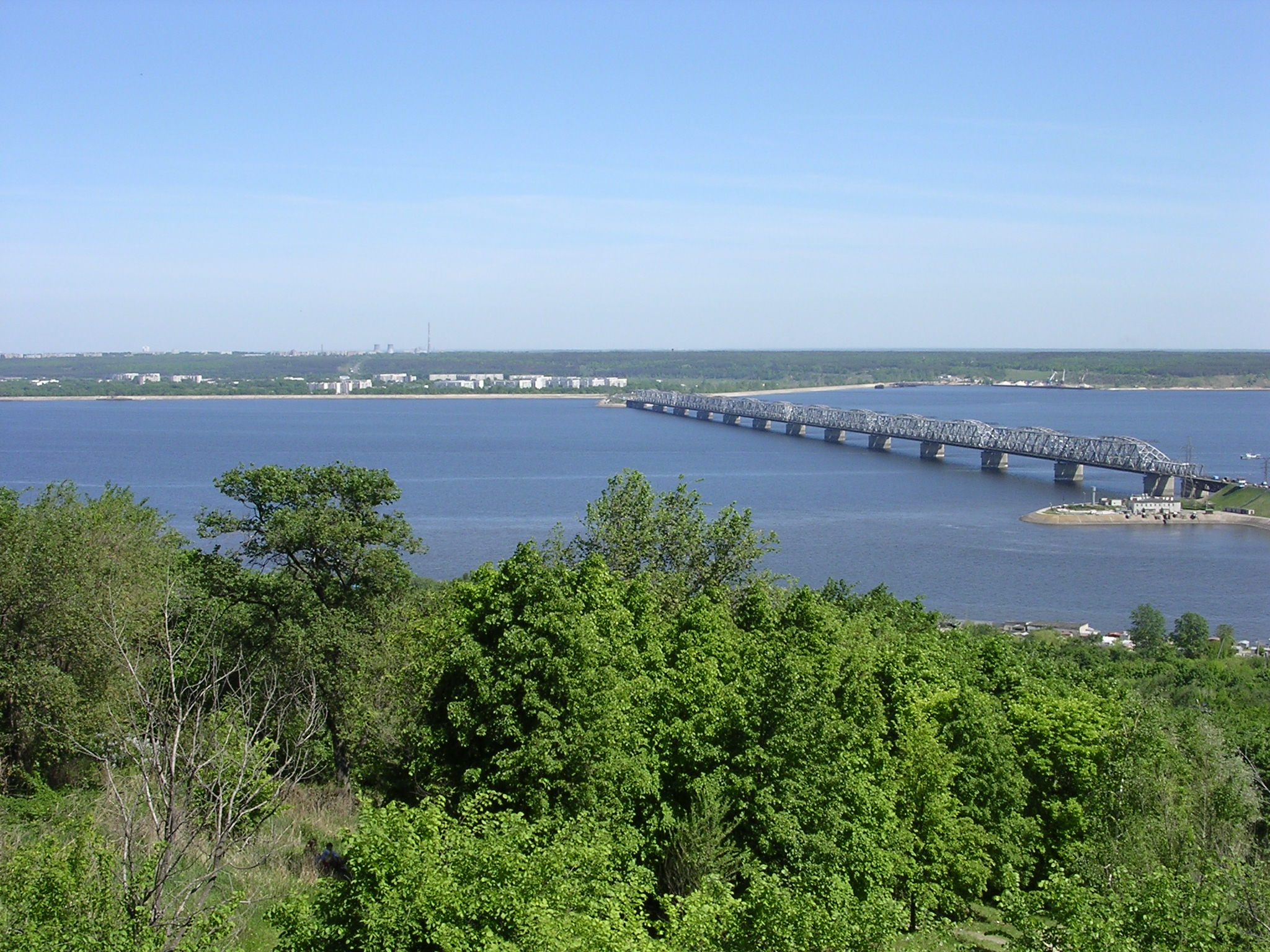
Река Волга в Ульяновске

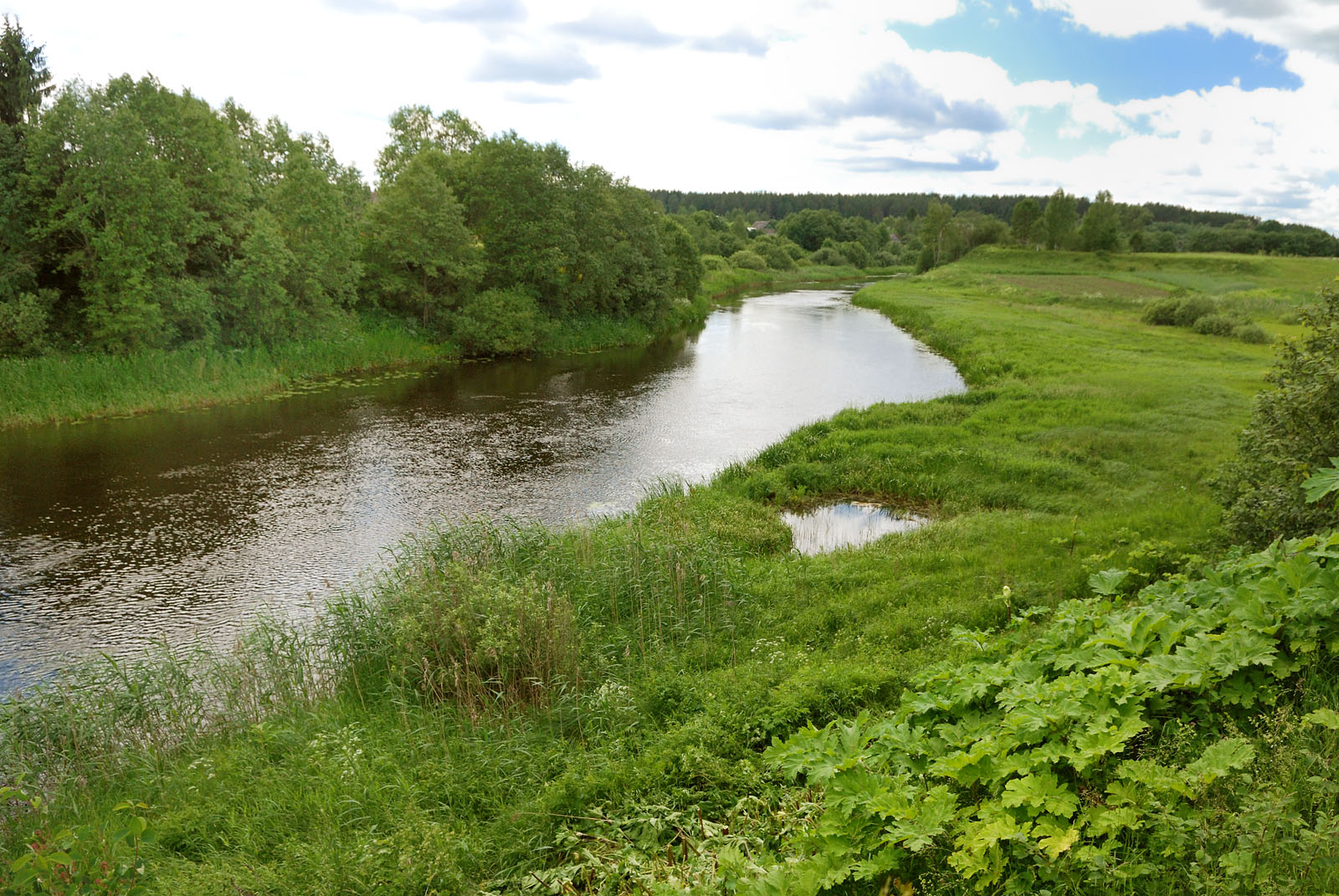
Река Торопа в Тверской области

Река́ — природный водный поток (водоток) значительных размеров с естественным течением по руслу от истока вниз до устья.
Реки являются составной частью круговорота воды в природе. Весь речной сток формируется в результате выпадения на земную поверхность атмосферных осадков, при этом выделяют четыре основных вида питания рек: дождевое, снеговое, ледниковое и подземное (грунтовое). Существует также озёрное и болотное питание рек, если они вытекают из озёр или болот.
В местах естественных или искусственных препятствий течению реки появляются водохранилища (проточные озёра либо искусственные моря). Лимноло́гия (др.-греч. λίμνη — озеро, λόγος — учение) или озерове́дение — раздел гидрологии, наука о физических, химических и биологических аспектах озёр и других пресных водоёмов, в том числе и водохранилищ. В свою очередь реки являются предметом одного из крупнейших разделов гидрологии суши — речной гидрологии или потамоло́гии, которая занимается изучением строения речных сетей, стока рек, морфометрией речных бассейнов и так далее. Как правило, реки прокладывают свой путь и текут по зонам наименьшего напряжения и сопротивления — по тектоническим разломам.
Издавна энергия быстрых рек и водопадов широко используются в хозяйственной деятельности человека в качестве источника возобновляемой энергии для работы водяных мельниц и турбин гидроэлектростанций.

## Этимология
Русск. река восходит к праслав. *rěka, производного от и.-е. основы *rei̯- «двигаться», и родственно словам реять, ринуться, рой.

## Общие сведения

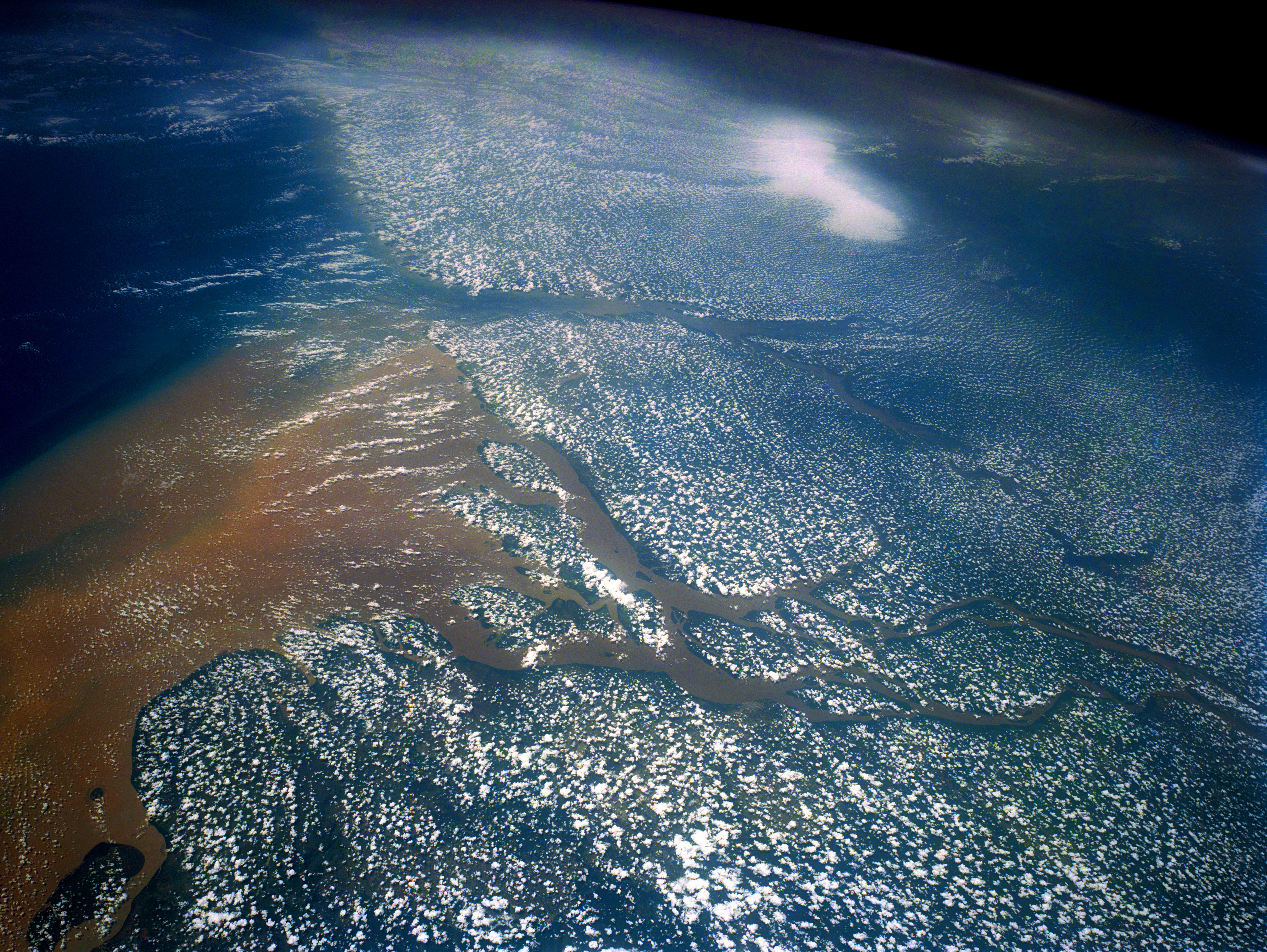
Дельта Амазонки, вид из космоса

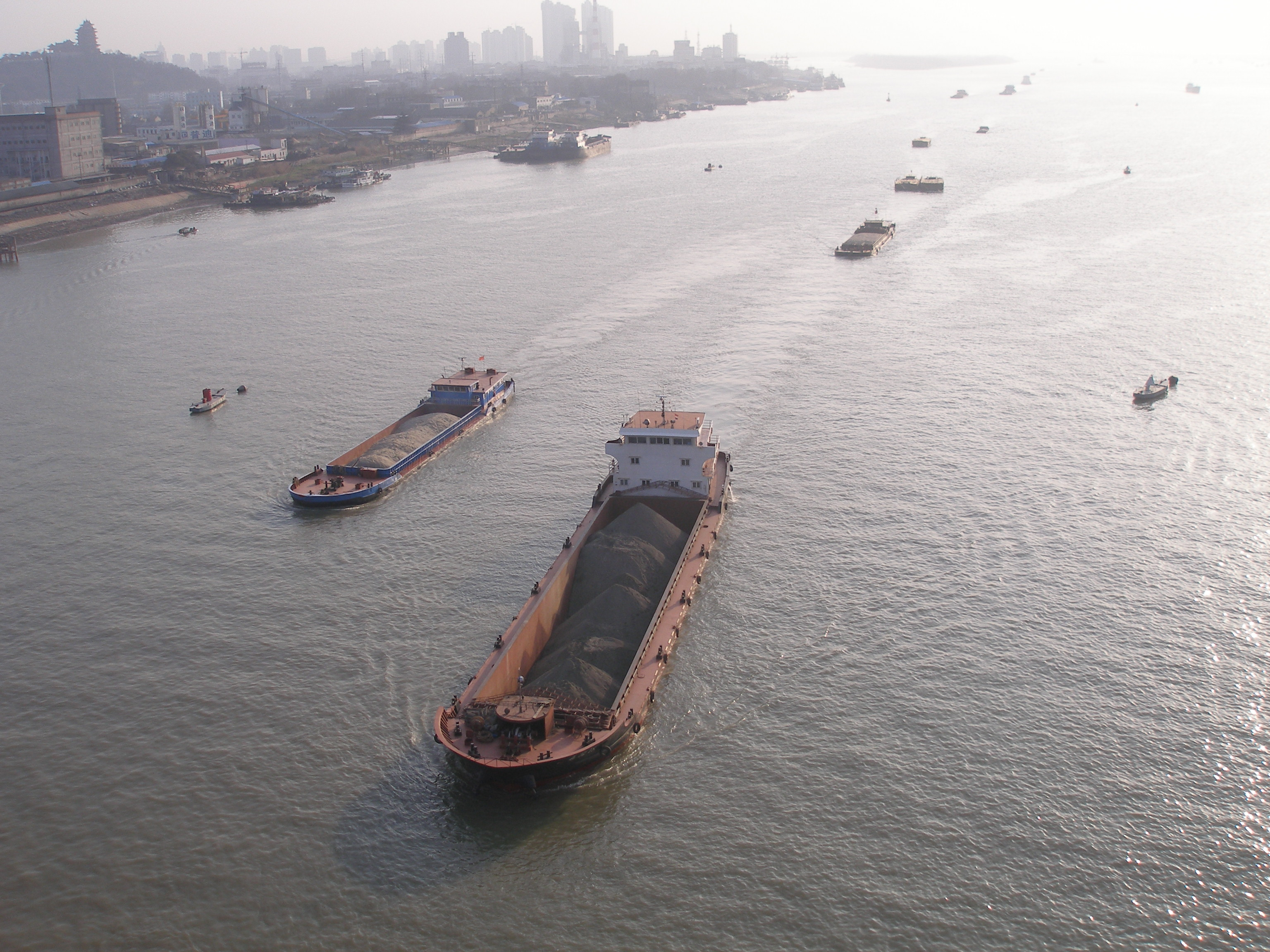
Янцзы

В любой реке различают место её зарождения — исток и место (участок) впадения в море, озеро или слияния с другой рекой — устье.
Реки, непосредственно впадающие в океаны, моря, озёра или теряющиеся в песках и болотах, называются главными, а впадающие в главные реки — притоками.
Главная река со всеми её притоками образует речную систему, характеризующуюся густотой.
Поверхность суши, с которой речная система собирает свои воды, называется водосбором, или водосборной площадью, или речным бассейном. Водосборная площадь вместе с верхними слоями земной коры включает в себя данную речную систему и отделяется от других речных систем водоразделами.
Реки обычно текут в вытянутых пониженных формах рельефа — долинах, наиболее пониженная часть которых называется руслом, а часть дна долины, заливаемая высокими речными водами, — поймой, или пойменной террасой.
В руслах чередуются более глубокие места — плёсы и мелководные участки — перекаты. Линия наибольших глубин русла называется тальвег, близко к тальвегу обычно проходит судовой ход, фарватер. Линия наибольших скоростей течения называется стрежнем.
Полоса взаимодействия между сушей и водотоком называется берег, в зависимости от расположения по течению относительно средней линии русла водотока различают правый и левый берега водотока.
Разность высот между истоком и устьем реки называется падением реки; отношение падения реки или отдельных её участков к их длине называется уклоном реки (участка) и выражается в процентах (%) или в промилле (‰).
По поверхности земного шара реки распределены крайне неравномерно. На каждом материке можно наметить главные водоразделы — границы областей стока, поступающего в различные океаны. Главный водораздел Земли делит поверхность материков на два основных бассейна: атлантико-арктический (сток с площади которого поступает в Атлантический и Северный Ледовитый океаны) и тихоокеанский (сток в Тихий и Индийский океаны). Объём стока с площади первого из этих бассейнов значительно больше, чем с площади второго.
Густота речной сети и направление течения зависят от комплекса современных природных условий, но часто в той или иной мере сохраняют черты прежних геологических эпох. Наибольшей густоты речная сеть достигает в экваториальном поясе, где текут величайшие реки мира — Амазонка, Конго; в тропических и умеренных поясах она также бывает высокой, особенно в горных районах (Альпы, Кавказ, Скалистые горы и так далее).

### Пересыхающие реки
В пустынных областях распространены эпизодически текущие реки, превращающиеся иногда при интенсивных ливнях или таянии снега в мощные потоки (реки равнинного Казахстана и Центральной Азии, вади Сахары и Аравийского полуострова, крики Австралии и другие). Сезонное пересыхание может распространяться лишь на часть течения реки, на остальной части лишь наблюдается уменьшение расхода воды.

### Изменение русла
Со временем река может менять своё русло.
Русла пересыхающих рек в пустынях изменяются из-за перемещения песков. За период засухи рельеф меняется, поэтому в период дождей русло водотока может частично проходить в ином месте.
Во влажном климате со временем после меандрирования могут образовываться старицы, которые спустя некоторое время сохраняются как озеро, а затем превращаются в сырой луг или болото, либо высыхают.
Также изменение русла реки может наблюдаться и после вмешательства человека, например, после мелиорации или постройки плотины.

## Классификация

### По величине
В России принята следующая классификация рек по размеру водосборного бассейна:
- Очень большие, или крупнейшие реки, имеют площадь бассейна свыше 1 000 000 км² и расположены в нескольких географических зонах — их гидрологический режим полизонален.
- Большие реки имеют площадь бассейна 50 000—1 000 000 км², их гидрологический режим также полизонален.
- Средние реки — площадь бассейна, располагающегося обычно в пределах какой-либо одной географической зоны, 2000—50 000 км², гидрологический режим характерен для большинства рек данной зоны и поэтому зонален.
- Малые реки — площадь бассейна 50—2000 км², гидрологический режим, как правило, зонален, но под влиянием местных условий может существенно отличаться от режима, свойственного большинству рек данной зоны, и стать азональным. Нижняя граница площади бассейна (50 км²), отделяющая малые реки от ручьёв, весьма условна.

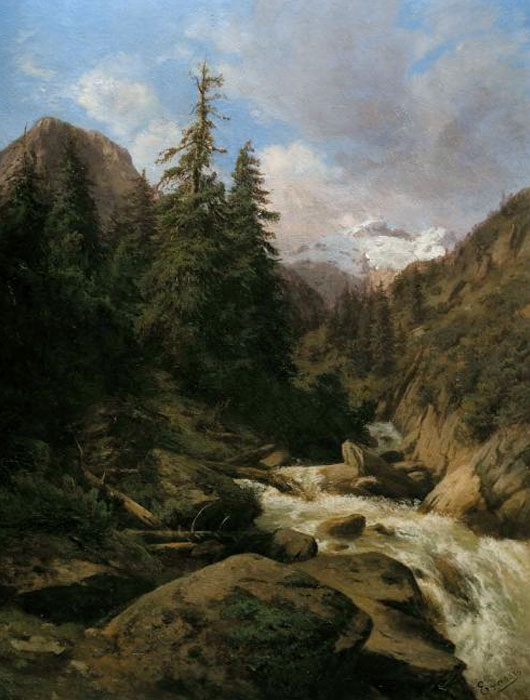
Михаил Эрасси. «Пейзаж с горной рекой»

### Топографическая
В зависимости от рельефа местности, в пределах которой текут реки, они разделяются на горные и равнинные. На многих реках перемежаются участки горного и равнинного характера.
- Горные реки, как правило, отличаются большими уклонами, бурным течением, текут в узких долинах; преобладают процессы размыва.
- Для равнинных рек характерно наличие извилин русла или меандров, образующихся в результате русловых процессов. На равнинных реках чередуются участки размыва русла и аккумуляции на нём наносов, в результате которой образуются осерёдки и перекаты, а в устьях — дельты. Иногда ответвлённые от реки рукава сливаются с другой рекой.

### Гидробиологическая

#### По возможности водного спорта
По Международной шкале сложности рек существует шесть уровней сложности.

#### По конфигурации сети притоков
Различают 12 классов рек по характеру сети притоков, определяемому числом Стралера. Около 80 % всех рек относятся к первому или второму классу по этой системе, а река Амазонка — к двенадцатому.

### По возрасту
По возрасту реки делятся на молодые (например, Нева — её возраст 4 тыс. лет, Волга в верхнем течении — 20 тыс. лет), зрелые и старые (Нил, Миссисипи, Хуанхэ, Амударья, Ангара — 60—70 млн лет).

### По условиям питания
По условиям питания принята следующая классификация:
- почти полностью снеговое;
- смешанное с преобладанием снегового;

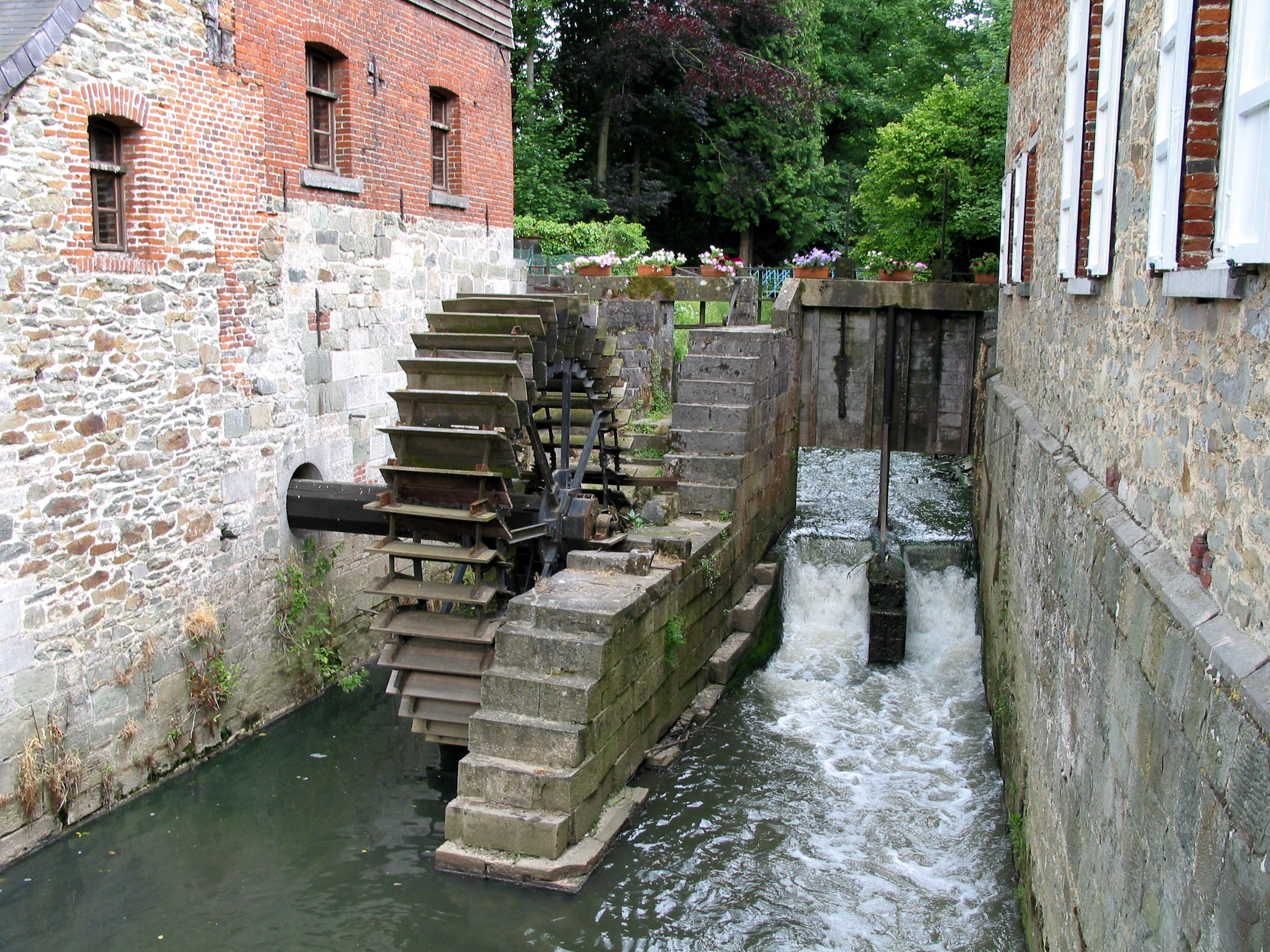
Водяная мельница в Бельгии

- смешанное с преобладанием дождевого;
- смешанное с преобладанием ледникового;
- смешанное с преобладанием подземного.

## Использование

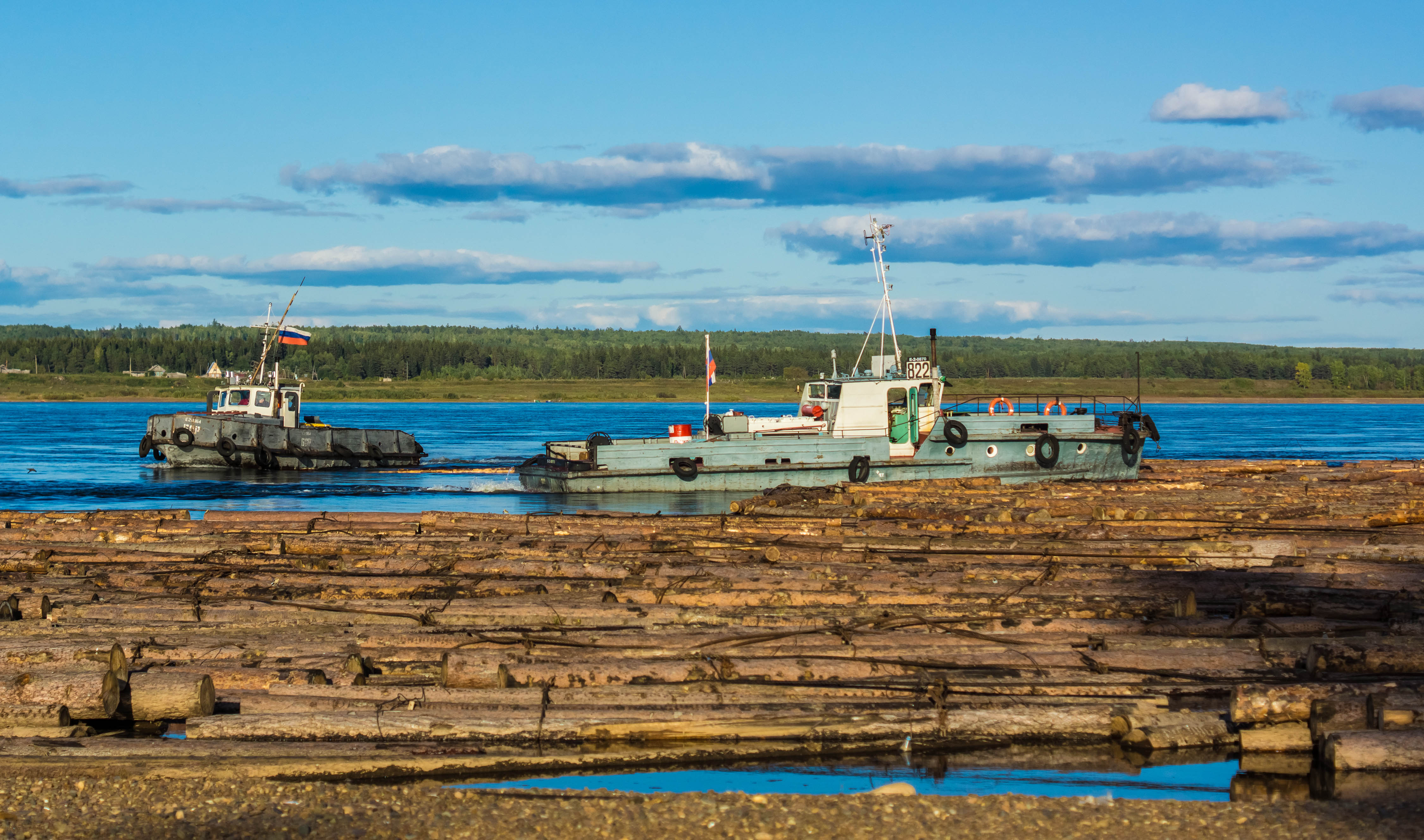
Плотовой лесосплав на Енисее

С древних времён реки используются в качестве источника пресной воды, для добывания пищи (рыболовство), для транспортных целей, в качестве защитной меры для разграничения территорий, как источник возобновляемой энергии для вращения машин (например, водяная мельница) или турбин ГЭС, для купания, орошения сельскохозяйственных угодий и как средство избавления от отходов.
Тысячелетиями реки используют в навигационных целях. Самые ранние свидетельства о навигации по рекам относятся к цивилизации долины реки Инд, существовавшей на северо-западе современной территории Пакистана около 3300 года до нашей эры. Применение речной навигации в хозяйственной деятельности человека обеспечивает дешёвым (водным) транспортом, и до сих пор широко используется на самых крупных реках мира, таких как Амазонка, Инд, Ганг, Нил и Миссисипи. Количество вредных выбросов, производимых речными суда́ми, во всём мире чётко не регламентируется и не регулируется, что способствует постоянному выбросу в атмосферу Земли большого количества парниковых газов, а также повышению заболеваемости местного населения злокачественными новообразованиями в результате постоянного вдыхания вредных частиц, выбрасываемых в воздух водным транспортом.
Реки играют важную роль в определении политических границ и защиты страны от нашествия внешних врагов. Например, Дунай был частью древней границы Римской империи, а сегодня эта река формирует бо́льшую часть границы между Болгарией и Румынией. Миссисипи в Северной Америке и Рейн в Европе являются основными границами, разделяющими восток и запад стран, расположенных на соответствующих континентах. В южной части Африки реки Оранжевая и Лимпопо образуют границы между провинциями и странами, расположенными вдоль их маршрутов.

## Наводнение

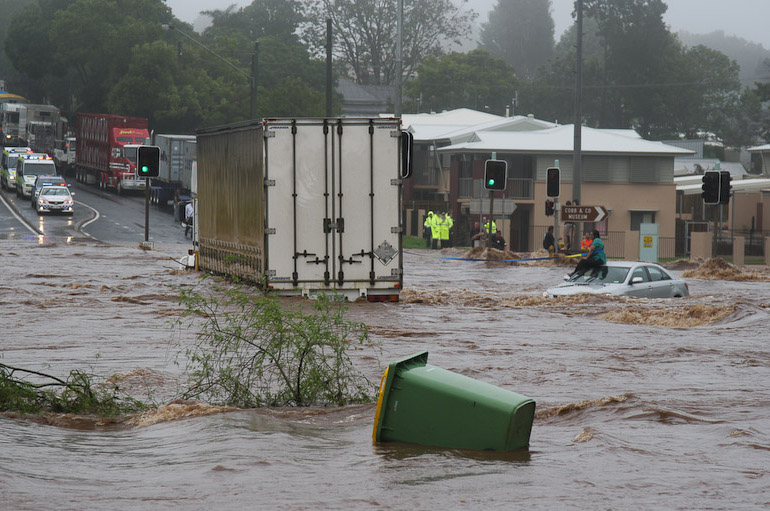
Паводок, спровоцированный ливнем (проливным дождём)

Разли́в (или полово́дье) является частью естественного цикла реки — одна из фаз водного режима реки, ежегодно повторяющаяся в одно и то же время года, — относительно длительное и значительное увеличение водности реки, вызывающее подъём её уровня. Обычно сопровождается выходом вод из меженного русла и затоплением поймы.

Рекордный разлив на Томи 29 апреля 2010 г.

Па́водок — фаза водного режима реки — сравнительно кратковременное и непериодическое поднятие уровня воды в реке, вызванное усиленным таянием снега, ледников или обилием дождей. В отличие от половодья, паводок не повторяется периодически и может возникать в любое время года. Значительный паводок может вызвать наводнение. В процессе перемещения паводка по реке образуется паводочная волна.
Наводне́ние — затопление местности в результате подъёма уровня воды в реках, озёрах, морях из-за дождей, бурного таяния снегов, ветрового нагона воды на побережье и других причин, которое наносит урон здоровью людей и даже приводит к их гибели, а также причиняет материальный ущерб. Ветровые нагоны воды в морских устьях рек и на ветреных участках побережья морей, крупных озёр, водохранилищ. Возможны в любое время года. Характеризуются отсутствием периодичности и значительным подъёмом уровня воды.
Большая часть процесса эрозии русел рек и осаждения вымытых пород на соответствующих поймах происходит во время паводка. Во многих развитых районах земного шара хозяйственная деятельность человека изменила форму русла рек, оказав влияние на величину (интенсивность) и частоту возникающих наводнений. В качестве примеров воздействия человека на естественное состояние рек можно привести возведение (создание) дамб, выпрямление русла (строительство каналов) и осушение природных водно-болотных угодий. В большинстве случаев бесхозяйственная деятельность человека в поймах рек ведёт к резкому увеличению риска возникновения наводнений:
- искусственное выпрямление русла реки позволяет воде течь быстрее вниз, увеличивая риск затопления местности, расположенной ниже по течению;
- изменение характера речной поймы (спрямление) удаляет естественные противопаводковые водохранилища, тем самым повышая риск возникновения паводков в низовьях рек;
- создание искусственной насыпи или дамбы может только защитить область, лежащую ниже по течению реки (позади дамбы), а не тех местностей, которые расположены выше по течению;
- наличие дамбы, а также спрямление и укрепление берегов (например, создание набережных и так далее) также может увеличить риск возникновения наводнения на территориях, расположенных вверх по течению реки. В результате чего происходит затруднение оттока и повышение давления, оказываемого на нисходящий поток, связанного с препятствием для нормального оттока воды из-за узости канала, заключённого между укреплёнными берегами.

## Подземная река
Большинство рек (но не все) текут по поверхности Земли. Подземные реки несут свои потоки под землёй в пещерах. Подобного рода реки часто встречаются в регионах с известняковыми (карстовыми) отложениями в геологических формациях. Кроме того, различают пещеры, образуемые в теле ледников талой водой. Такие пещеры встречаются на многих ледниках. Талые ледниковые воды поглощаются телом ледника по крупным трещинам или на пересечении трещин, образуя ходы, иногда проходимые для человека. Длина таких пещер может составлять несколько сот метров, глубина — до 100 м и более. В 1993 году в Гренландии был обнаружен и исследован гигантский ледниковый колодец «Изортог» глубиной 173 м, приток воды летом в него составлял 30 м³ и более. Из-за наличия «крыши», образованной из геологических пород, непроницаемых для воды (или льда) и высокого давления, направленного в сторону вышележащих массивов ледника, создаётся так называемый топографический градиент — такие потоки способны даже течь в гору. Ещё один тип ледниковых пещер — пещеры, образуемые в леднике в месте выхода внутриледниковых и подледниковых вод на краю ледников. Талые воды в таких пещерах могут течь как по ложу ледника, так и по ледниковому льду.
Вода, как правило, находится во многих пещерах, а карстовые пещеры обязаны ей своим происхождением. В пещерах можно встретить конденсатные плёнки, капель, ручьи и реки, озёра и водопады. Сифоны в пещерах существенно усложняют прохождение, требуют специального снаряжения и особой подготовки. Нередко встречаются подводные пещеры. В привходовых участках пещер вода часто присутствует в замёрзшем состоянии, в виде ледяных отложений, часто очень значительных и многолетних.
Подземная река Пуэрто-Принсеса — подземная река около филиппинского города Пуэрто-Принсеса, на острове Палаван (Филиппины). Данная река, длиной около 8 км, протекает под землёй, в пещере, в направлении Южно-Китайского моря. В районе её местонахождения создан Национальный парк подземной реки города Пуэрто-Принсеса — заповедник, расположенный в 50 км от города. Парк находится в районе горного хребта Сент-Пол в северной части острова и ограничен бухтой Сент-Пол и рекой Бабуян. Известна подобная река на полуострове Юкатан в Мексике, но эта признана крупнейшей. Обе подземные реки своим возникновением обязаны карстовому рельефу. Вода в этих реках изменила направление своего течения, найдя дорогу вниз, благодаря растворению карбонатных пород и формированию обширной подземной речной системы.
Река Хамза — неофициальное именование подземного течения под руслом Амазонки. Об открытии «реки» было объявлено в 2011 году. Неофициальное название дано в честь индийского учёного Валия Хамза, который более 45 лет занимался исследованием Амазонки.

## Крупнейшие реки
| №   | Название                          | Длина (км) | Площадь бассейна (тыс. км²) | Средний расход воды в устье (тыс. м³/с) | Наибольший расход воды в устье (тыс. м³/с) | Твёрдый сток (млн т/год) |
| --- | --------------------------------- | ---------- | --------------------------- | --------------------------------------- | ------------------------------------------ | ------------------------ |
| 1.  | Амазонка                          | 6992       | 7180                        | 220,00                                  | 360,00                                     | 498,00                   |
| 2.  | Нил                               | 6670       | 2870                        | 2,83                                    | 6,40                                       | 110,50                   |
| 3.  | Янцзы                             | 5800       | 1818                        | 34,00                                   | 90,20                                      | 500,00                   |
| 4.  | Миссисипи — Миссури               | 5969       | 3229                        | 19,00                                   | 59,00                                      | 500,00                   |
| 5.  | Хуанхэ                            | 5464       | 752                         | 2,57                                    | 22,00                                      | 380,00                   |
| 6.  | Обь — Иртыш                       | 5410       | 2990                        | 12,70                                   | 43,00                                      | 15,00                    |
| 7.  | Парана (от истоков Паранаибы)     | 4380       | 2970                        | 15,00                                   | 65,00                                      | 129,00                   |
| 8.  | Меконг                            | 4500       | 810                         | 12,00                                   | 30,00                                      | 169,60                   |
| 9.  | Амур (от истоков Аргуни)          | 4440       | 1855                        | 10,90                                   | 40,00                                      | 24,90                    |
| 10. | Лена                              | 4400       | 2490                        | 17,00                                   | 200,00                                     | 15,40                    |
| 11. | Конго (с Луалабой)                | 4320       | 3691                        | 40,00                                   | 75,00                                      | 64,70                    |
| 12. | Маккензи (от истоков Пис-Ривер)   | 4240       | 1760                        | 14,00                                   |                                            | 15,00                    |
| 13. | Нигер                             | 4160       | 2092                        | 12,00                                   | 35,00                                      | 67,00                    |
| 14. | Енисей (от истоков Малого Енисея) | 4102       | 2580                        | 19,80                                   | 154,00                                     | 13,20                    |
| 15. | Волга                             | 3530       | 1360                        | 7,70                                    | 52,00                                      | 25,80                    |
| 16. | Инд                               | 3180       | 960                         | 6,60                                    | 30,00                                      | 435,40                   |
| 17. | Юкон                              | 3180       | 900                         | 6,30                                    |                                            | 88,00                    |
| 18. | Дунай                             | 2850       | 817                         | 6,70                                    | 20,00                                      | 67,50                    |
| 19. | Ориноко                           | 2730       | 994                         | 29,00                                   | 55,00                                      | 86,50                    |
| 20. | Ганг (с Брахмапутрой)             | 2700       | 2055                        | 38,00                                   |                                            | 2177,20                  |
| 21. | Замбези                           | 2660       | 1330                        | 16,00                                   |                                            | 100,00                   |
| 22. | Муррей                            | 2574       | 1072                        | 0,77                                    |                                            | 31,90                    |
| 23. | Днепр                             | 2201       | 504                         | 1,67                                    |                                            |                          |

## Международное право
В международном праве реки, которые протекают или разделяют территории нескольких государств и находятся в судоходном соединении с водоёмами (озёрами, морями, океанами), носят название: реки международные.